# Dalmàcia (tema)
|  | Per a altres significats, vegeu «Dalmàcia (desambiguació)». |

El tema de Dalmàcia, en grec medieval θέμα Δαλματίας/Δελματίας, va ser un tema o província de l'Imperi Romà d'Orient situat a la costa de la mar Adriàtica, que en bona part corresponia a la província romana homònima, centrada al voltant de les principals ciutats de Spalaton (actual Split, a Croàcia) i Ragusa (actual Dubrovnik, a Croàcia). L'organització de la província en tema es va fer per la intervenció a la regió de Basili I el Macedoni després d'un període d'independència de facto, quan els francs van restituir Dalmàcia a l'Imperi Romà d'Orient l'any 812.

## Orígens
Dalmàcia va passar a domini de l'Imperi Romà d'Orient a la dècada del 530, quan els generals de l'emperador Justinià I la van conquerir als ostrogots durant la guerra gòtica. Les invasions dels Àvars i els eslaus durant el segle vii van provocar la destrucció de les principals ciutats i també van penetrar al territori de l'interior. El control romà d'Orient va quedar limitat a les illes i a algunes ciutats costaneres, com ara Spalaton i Ragusa i Zara (actual Zadar a Croàcia) es va convertir en el centre episcopal i administratiu, dirigit per un arcont.
Al tombant del segle viii, Carlemany va envair la Dalmàcia del nord (Ístria), però la regió va tornar als romans d'Orient l'any 812 després del que es va anomenar la Pax Nicephori, un tractat signat entre Carlemany i l'emperador Nicèfor I. No se sap del cert si Dalmàcia estava sota control romà d'Orient o si només va ser un reconeixement nominal. Les ciutats sembla que eren gairebé independents. Es menciona un arcont de Dalmàcia els anys 842-843 al Taktikon Uspenski i un segell fa referència a un estrateg dàlmata. A partir de la primera meitat del segle ix, es podria creure en l'existència d'un tema de Dalmàcia durant un curt període.

## Història
La data de la creació del tema de Dalmàcia se situa tradicionalment durant els primers anys del regnat de Basili I el Macedoni (r. 867 - 886), després de les expedicions de Nicetes Orifes.
L'Imperi Romà d'Orient, el Papa i els francs competien pel suport dels eslaus de Dalmàcia. El 878, Zdeslav de Croàcia era un vassall de l'Imperi d'Orient que havia deposat el seu antecessor abans de sofrir la mateixa sort, demostrant la intensitat de les lluites pel poder. Amb la caiguda de l'Imperi Carolingi, els francs van deixar de ser una gran potència a l'Adriàtic mentre la República de Venècia, inicialment una petita ciutat lacustre adherida al tema, es va convertit en una ciutat portuària pròspera, més autònoma, a l'època del Dux Pere Tradonico.
Cap al 923, Tomislau I de Croàcia, l'emperador romà d'Orient i els dos patriarques de l'Església van signar un acord que transferia el control de les ciutats dàlmates de l'Imperi d'Orient al nou regne de Croàcia. Va ser l'inici d'una sèrie de maniobres i guerres búlgaro-croates, durant les quals els emperadors de la Dinastia macedònia van mantenir un cert control sobre les ciutats dàlmates. Els mateixos emperadors, en les seves lluites contra els búlgars, no van dubtar en buscar ajuda de croats i serbis. L'estrateg dàlmata era l'intermediari en les negociacions.
L'Església també va incentivar un conflicte intern entre les diòcesis rivals de Split (seu de l'Imperi Romà d'Orient) i de Nin (seu croata). El poder marítim venecià va ser reduït pels narentins i els croates fins que el dux Pere Orsèol II va reafirmar el control de la República de Venècia sobre aquests dos pobles en dues intervencions el 999 i el 1000. A més, va organitzar dos matrimonis reials entre els croates i els romans d'Orient. Sota Domenico I Contarini, Venècia va ocupar Zadar, una de les ciutats importants de l'imperi a la zona. El Regne de Croàcia va aconseguir consolidar el seu control sobre aquestes ciutats sota Pere Krešimir IV, però la invasió dels normands va tornar el domini de les costes als venecians.
Al sud, la ciutat de Rhagusion (més tard Ragusa, avui Dubrovnik), encara sota control romà d'Orient, va augmentar la seva prosperitat i el seu poder. La seva diòcesi es va elevar al rang d'arquebisbat el 998. A principis del segle xi, el control de les ciutats dàlmates que quedaven sota poder romà d'Orient va ser qüestionat pel principat serbi de Dioclea i el knez (príncep governant) Jovan Vladímir va prendre el control d'Antivari (Bar), prop de la frontera amb el tema de Dirràquion. Stefan Vojislav, vint anys després, va seguir amb l'ocupació de les possessions romanes d'Orient. L'any 1034, la diòcesi de Bar va ser elevada al rang d'arquebisbat, però immediatament va esclatar una guerra contra Teòfil Eròtic. Mihailo Vojislavljević, fill de Stefan, va obtenir el suport del papa després del gran cisma de l'any 1054. Aquest fet va debilitar encara més la influència romana d'Orient a Dalmàcia.
A excepció de Rhagusion i el terç sud de Dalmàcia, el control de l'Imperi Romà d'Orient sobre el territori va passar, durant la dècada del 1060, a la independent República de Venècia. Constantí Bodin va prometre el seu suport al papa Urbà II que va confirmar la seu arquebisbal de la ciutat de Bar el 1089. Això va comportar que temporalment perdés influència la diòcesi de Ragusa. Al final del segle xi, el Regne d'Hongria va apoderar-se del regne de Croàcia i de les seves possessions al nord i a l'interior de Dalmàcia. Dioclea va quedar sota control romà d'Orient mentre una sèrie de conflictes interns debilitaven els seus dirigents. A poc a poc, les ciutats dàlmates, vinculades comercialment a Venècia, van passar gairebé totes a ser controlades pels hongaresos mitjançant acords comercials que els atorgaven privilegis.
La influència romana d'Orient es va restablir sota Manuel I Comnè, però després de la seva mort va tornar el domini venecià als territoris. Amb l'ascens al poder d'Esteve Nemanja, la dinastia Sèrbia dels Nemanjić va prendre el control de la part sud de Dalmàcia. Aquest va ser el final del tema dàlmata.